# Thomás Cerqueira
Thomás Cerqueira (Béziers, Francia, 30 de enero de 1989) es un torero francés.

## Carrera
Su primera actuación en público tuvo lugar el 30 de junio de 2006. Debutó con picadores en la plaza de Carcassonne el 24 de agosto de 2008. Como novillero se presentó en la plaza de toros de Las Ventas de Madrid el 8 de julio de 2012. Tomó la alternativa en Béziers el 11 de agosto de 2012 ante toros de Garcigrande, formando cartel con Alejandro Talavante y David Mora. El 2 de julio de 2017 sufrió una grave cogida en la plaza de toros de Mauguio que afectó a la vena femoral y arteria femoral.